# 이마오카 신지
이마오카 신지(Shinji Imaoka, 1965년 1월 1일 ~ )는 일본의 영화 감독, 배우, 각본가, 블로거이다.
오사카시에서 태어났다.

## 영화
- 소리를 들려줘 (2019년)
- 레이코 앤드 더 돌핀 (2019년)
- 야마킨 불량배 (2018년)
- 뒤는 네가 처음이야 (2017년)
- 유혹은 폭풍속으로 (2016년)
- 깊은 사정 (2016년)
- 관능러브스토리 (2015년)
- 아내가 사랑한 여름 - 정사 (2015년)
- 미소노 유니버스 (2015년)
- 불륜정사-뒷조사 (2014년)
- 너의 사랑의 꽃은 피고 (2014년)
- 초능력 연구부의 3인 (2014년)
- 벌거벗은 사랑은 음란하다 (2014년)
- 쯔구나이 (2014년)
- 신주쿠 에로스 (2014년)
- 무삭제 스와핑 - 절정 (2013년)
- 육체의 결합 - 100일의 사랑 (2013년)
- 도즈 개더드 (2013년)
- 부부교환섹스 (2011년)
- 마흔네살의 숫총각 (2011년)
- 여자 갓빠 (2011년)
- 술집 거유녀와 이쁜이 (2010년)
- 여배우와 만나고 싶다 (2010년)
- 알바생과의 불륜 (2009년)
- 짐승의 교제 (2009년)
- 백일몽 (2009년)
- 황혼 - 몇 살이 되어도 남자와 여자 (2008년)
- 영화감독이란? (2006년)
- 창문너머의 여자 (2006년)
- 아저씨 천국 (2006년)
- 개구리의 노래 (2005년)
- 도시락 (2004년)
- 여교사 N (2002년)
- 버스가이드의 젖은 속옷 (2001년)
- 금지된 사랑, 맛있는 섹스 2 (2001년)
- 디스파이트 올 댓 (1999년)
- 은행원 노리코 (1998년)
- 치한전차: 밴텐 엉덩이 (1998년)
- 치한전차: 느껴 이뽀이뽀 (1996년)